# Christian David (psychanalyste)
Pour les articles homonymes, voir Christian David et David.
Christian David, né à Paris le 8 avril 1929 et mort à Rueil-Malmaison le 2 octobre 2013, est un médecin, psychanalyste et philosophe français.

## Biographie
Il se forme comme psychanalyste et devient membre de Société psychanalytique de Paris. Il mène des recherches sur la bisexualité psychique, et il présente le rapport lors du congrès des psychanalystes de langues française consacré à ce thème, en 1975.
Il est, avec Pierre Marty, Michel Fain et Michel de M'Uzan, l'un des fondateurs de l'École psychosomatique de Paris (IPSO).
Il a été cofondateur et codirecteur de la collection « le Fil rouge / Psychanalyse » aux PUF.

## Publications
- La bisexualité psychique, Payot, 1992,  (ISBN 2228883999)
- L'État amoureux, Payot-poche, 2001,  (ISBN 222889513X)
- Le mélancolique sans mélancolie, éditions de l'Olivier, collection Penser/Rêver, 2007  (ISBN 2879295688)